# Романкив, Любомир
Любомир Тарас Романкив (укр. Любомир Тарас Романків; 17 апреля 1931, Жолков, Львовское воеводство — 28 июня 2024, Нью-Джерси) — ведущий учёный компании IBM в области компьютерных технологий, изобретатель процессов создания индуктивных и магниторезистивных головок для записи информации, что сделало возможным появление жёстких дисков и персональных компьютеров. Автор и соавтор более 65 патентов, директор отдела электрохимической технологии и магнетизма Исследовательского центра корпорации IBM (Йорктаун-Хайтс, Нью-Йорк).
Родился в городке Жолква в Польше (сейчас Львовская область, Украина). В 1944 году вместе с родителями переехал в Канаду. В 1957 получил степень бакалавра в Альбертском университете, закончил магистратуру и получил звание доктора философии в области металлургии и материаловедения в Массачусетском технологическом институте в 1962 году. Автор более 150 статей, отредактировал 10 томов материалов различных технических симпозиумов.
Жил в городке Браерклиф-Манор, штат Нью-Йорк.

## Профессиональная деятельность
Значительная часть его работы связана с изучением магнитных материалов, рефлективными дисплеями и процессами меднения. Инженер химии (с 1955 года). Доктор металлургии и материаловедения. Руководитель Центра электрохимической технологии и микроструктур в исследовательском институте имени Т. Дж. Ватсона фирмы IBM. Изобретатель процессов создания индуктивных и магниторезистивных микроголовок для записи и считывания информации на жестких дисках компьютеров.
За значительные достижения получил медаль Перкина — высшую награду Общества химической промышленности США (1993), медаль Витторио де Нора от Электрохимического общества США (1994), премию Морриса Либманна от IEEE (1994), «Изобретатель года» по версии Ассоциации прав интеллектуальной собственности Восточного Нью-Йорка (2000) и «Изобретатель Года» (Ассоциация права интеллектуальной собственности Нью-Йорка, 2001 год). Получил 13 наград за выдающиеся изобретения и вклад от IBM и 25 наград за изобретения и достижения. Занесён в престижные издания «Кто есть кто в научном мире» и «Кто есть кто в Америке». В марте 2012 года внесён в Национальный зал славы изобретателей США, является одним из десяти изобретателей (вместе со Стивом Джобсом), удостоенным такой чести.

## Общественная деятельность
Действующий член Академии инженерных наук IBM и Академии инженерных наук Украины. Член Научного общества имени Шевченко, член управы НОШ в США. Деятель украинских студенческих и общественных организаций диаспоры, член президиума Всемирного конгресса свободных украинцев, председатель Комитета украинской молодежи при ВКСУ. Романкив организовал аккредитованные курсы украинской культуры в Мерси-Колледже (Нью-Йорк). Активный деятель «Пласта» (украинской скаутской организации), всесторонне способствует развитию «Пласта» на Украине.
22 августа 2020 года стал кавалером ордена князя Ярослава Мудрого V степени за весомый личный вклад в укрепление международного авторитета Украины, развитие межгосударственного сотрудничества, плодотворную общественную деятельность.

### Смерть
Умер в ночь на 28 июня 2024 года в Соединённых Штатах в возрасте 93 лет.